# Лежанское сельское поселение
Лежанское се́льское поселе́ние — муниципальное образование в Горьковском районе Омской области Российской Федерации.
Административный центр — село Лежанка.

## История
Статус и границы сельского поселения установлены Законом Омской области от 30 июля 2004 года № 548-ОЗ «О границах и статусе муниципальных образований Омской области».

## Население
| 2010  | 2011  | 2012  | 2013  | 2014  | 2015  | 2016  |
| ----- | ----- | ----- | ----- | ----- | ----- | ----- |
| 1389  | →1389 | ↘1346 | ↗1379 | ↗1417 | ↗1423 | ↘1401 |
| 2017  | 2018  | 2019  | 2020  | 2021  | 2023  |       |
| ↗1432 | ↘1409 | ↘1393 | ↗1397 | ↘1299 | ↘1274 |       |

## Состав сельского поселения
| № | Населённый пункт | Тип населённого пункта       | Население |
| - | ---------------- | ---------------------------- | --------- |
| 1 | Лежанка          | село, административный центр | ↘805      |
| 2 | Максимовка       | деревня                      | ↘100      |
| 3 | Осиповка         | деревня                      | ↘135      |
| 4 | Чучкино          | деревня                      | ↘259      |